# Piotr Kwiatkiewicz
Piotr Kwiatkiewicz (ur. 22 marca 1968 w Poznaniu) – polski historyk, orientalista, politolog, logistyk, ekonomista, inżynier.

## Życiorys
Uczeń historyka i podróżnika prof. Wiesława M. Olszewskiego z UAM. Doktoryzował się na podstawie dysertacji Mocarstwa wobec Iraku (wyd. Toruń 2005, 2011) z nauk humanistycznych w zakresie historii współczesnej oraz z nauk społecznych w dziedzinie ekonomii i finansów, habilitował w oparciu o dorobek naukowy oraz rozprawę Przemiany polityczne w Azerbejdżanie od republiki radzieckiej do współczesnego państwa. Praca ta wyróżniona w 2014 w konkursie im. Czesława Mojsiewicza na najlepszą książkę politologiczną. 
Był pracownikiem Wyższej Szkoły Bezpieczeństwa w Poznaniu, Wojskowej Akademii Technicznej im. Jarosława Dąbrowskiego w Warszawie, Łużyckiej Szkoły Wyższej im. Jana Benedykta Solfy z siedzibą w Żarach i Uniwersytetu Zielonogórskiego, gdzie stworzył Pracownią Polityki Energetycznej i Bezpieczeństwa. Obecnie jest pracownikiem Zakładu Studiów nad Bezpieczeństwem na Wydziale Nauk Politycznych i Dziennikarstwa Uniwersytetu im. Adama Mickiewicza w Poznaniu.
Redaktor naukowy wydawanych cyklicznie interdyscyplinarnych opracowań monograficznych o problematyce związanej z energetyką i bezpieczeństwem energetycznym: „Rynki surowców i energii” oraz „Europejski wymiar bezpieczeństwa energetycznego” oraz monografii tematycznych poświęconych energetyce, m.in. Energetyka solarna, energetyka wiatrowa. Koordynator (2014) sieci naukowej EnSePol. Członek zarządu Fundacji na Rzecz Czystej Energii, członek założyciel Stowarzyszenia Miłośników Egiptu „Herhor”, członek: Polskiego Towarzystwa Geopolitycznego i Poznańskiego Towarzystwa Przyjaciół Nauk, rad programowych i redakcji branżowych periodyków podejmujących problematykę energetyczną. 
Zajmuje się naukowo relacjami między sytuacją na rynkach gazu i ropy a stosunkami międzynarodowymi i wewnętrznymi państw producenckich, logistyką paliwową, a także energetyką odnawialną. Pracował jako doradca zarządu w Grupie Lotos S.A. 
Kluczową rolę w badaniach zajmuje obszar Kaukazu Południowego, a szczególnie Azerbejdżan. Jest autorem jedynego dotąd studium analitycznego poświęconego dziejom politycznym współczesnego Azerbejdżanu. 